# Celeste (Texas)
Celeste es una ciudad ubicada en el condado de Hunt en el estado estadounidense de Texas. En el Censo de 2010 tenía una población de 814 habitantes y una densidad poblacional de 284,94 personas por km².

## Geografía
Celeste se encuentra ubicada en las coordenadas 33°17′30″N 96°11′46″O / 33.29167, -96.19611. Según la Oficina del Censo de los Estados Unidos, Celeste tiene una superficie total de 2.86 km², de la cual 2.86 km² corresponden a tierra firme y (0%) 0 km² es agua.

## Demografía
Según el censo de 2010, había 814 personas residiendo en Celeste. La densidad de población era de 284,94 hab./km². De los 814 habitantes, Celeste estaba compuesto por el 92.75% blancos, el 3.19% eran afroamericanos, el 0.37% eran amerindios, el 0.49% eran asiáticos, el 0% eran isleños del Pacífico, el 0.98% eran de otras razas y el 2.21% pertenecían a dos o más razas. Del total de la población el 4.79% eran hispanos o latinos de cualquier raza.